# Блек-Даймонд (Альберта)
Блек-Даймонд (англ. Black Diamond) — містечко в Канаді, у провінції Альберта, у складі муніципального району Футгіллс.

## Населення
За даними перепису 2016 року, містечко нараховувало 2700 осіб, показавши зростання на 13,8%, порівняно з 2011-м роком. Середня густина населення становила 702,7 осіб/км².
З офіційних мов обидвома одночасно володіли 105 жителів, тільки англійською — 2 550. Усього 110 осіб вважали рідною мовою не одну з офіційних, з них 5 — одну з корінних мов, а 10 — українську.
Працездатне населення становило 1 370 осіб (65,4% усього населення), рівень безробіття — 9,5% (11% серед чоловіків та 8,6% серед жінок). 85,4% осіб були найманими працівниками, а 12,4% — самозайнятими.
Середній дохід на особу становив $49 210 (медіана $38 016), при цьому для чоловіків — $62 670, а для жінок $36 944 (медіани — $51 405 та $27 797 відповідно).
27,9% мешканців мали закінчену шкільну освіту, не мали закінченої шкільної освіти — 21,2%, 50,8% мали післяшкільну освіту, з яких 23,5% мали диплом бакалавра, або вищий, 10 осіб мали вчений ступінь.
| Статево-вікова структура населення | Статево-вікова структура населення | Статево-вікова структура населення | Статево-вікова структура населення | Статево-вікова структура населення |
| ---------------------------------- | ---------------------------------- | ---------------------------------- | ---------------------------------- | ---------------------------------- |
|                                    |                                    |                                    |                                    |                                    |
| Всього                             | Всього                             | 48,7%51,3%                         |                                    |                                    |
| 0 — 14 років                       | 0 — 14 років                       |                                    | 17,4%                              | 17,4%                              |
| 15 — 64 років                      | 15 — 64 років                      |                                    | 59,9%                              | 59,9%                              |
| 65 і більше                        | 65 і більше                        |                                    | 22,6%                              | 22,6%                              |
| 85 і більше                        | 85 і більше                        |                                    | 3,7%                               | 3,7%                               |
| Середній вік (років)               | Середній вік (років)               | 43,145,5                           | 44,3                               | 44,3                               |
| Медіана (років)                    | Медіана (років)                    | 44,248,1                           | 46,0                               | 46,0                               |
| — чоловіки — жінки                 |                                    |                                    |                                    |                                    |

| Походження мешканців:     | Походження мешканців:     | Походження мешканців: | Походження мешканців: | Походження мешканців: |
| ------------------------- | ------------------------- | --------------------- | --------------------- | --------------------- |
| Походження                |                           |                       | осіб                  | %                     |
| Корінні американці        | Корінні американці        |                       | 190                   | 7.04%                 |
| Інше північноамериканське | Інше північноамериканське |                       | 710                   | 26.3%                 |
| Європейське               | Європейське               |                       | 2 060                 | 76.3%                 |
| британське                | британське                |                       | 1 470                 | 54.44%                |
| французьке                | французьке                |                       | 235                   | 8.7%                  |
| українське                | українське                |                       | 210                   | 7.78%                 |
| Латинськоамериканське     | Латинськоамериканське     |                       | 15                    | 0.56%                 |
| Африканське               | Африканське               |                       | 20                    | 0.74%                 |
| Азійське                  | Азійське                  |                       | 120                   | 4.44%                 |
| Океанійське               | Океанійське               |                       | 10                    | 0.37%                 |

| Зайнятість населення за галузями (за класифікацією NOC): | Зайнятість населення за галузями (за класифікацією NOC): | Зайнятість населення за галузями (за класифікацією NOC): | Зайнятість населення за галузями (за класифікацією NOC): | Зайнятість населення за галузями (за класифікацією NOC): |
| -------------------------------------------------------- | -------------------------------------------------------- | -------------------------------------------------------- | -------------------------------------------------------- | -------------------------------------------------------- |
|                                                          |                                                          |                                                          |                                                          |                                                          |
| Управління                                               | Управління                                               |                                                          | 7,5%                                                     | 7,5%                                                     |
| Бізнес, фінанси та адміністрування                       | Бізнес, фінанси та адміністрування                       |                                                          | 11,6%                                                    | 11,6%                                                    |
| Природничі та прикладні науки                            | Природничі та прикладні науки                            |                                                          | 6,3%                                                     | 6,3%                                                     |
| Охорона здоров'я                                         | Охорона здоров'я                                         |                                                          | 8,6%                                                     | 8,6%                                                     |
| Освіта, правозахист, муніципальні та урядові служби      | Освіта, правозахист, муніципальні та урядові служби      |                                                          | 8,2%                                                     | 8,2%                                                     |
| Мистецтво, культура, відпочинок та спорт                 | Мистецтво, культура, відпочинок та спорт                 |                                                          | 4,5%                                                     | 4,5%                                                     |
| Роздрібна торгівля та послуги                            | Роздрібна торгівля та послуги                            |                                                          | 21,6%                                                    | 21,6%                                                    |
| Гуртова торгівля, транспорт та обладнання                | Гуртова торгівля, транспорт та обладнання                |                                                          | 23,5%                                                    | 23,5%                                                    |
| Природні ресурси, сільське господарство                  | Природні ресурси, сільське господарство                  |                                                          | 3,7%                                                     | 3,7%                                                     |
| Виробництво                                              | Виробництво                                              |                                                          | 4,5%                                                     | 4,5%                                                     |

## Клімат
Середня річна температура становить 3,2°C, середня максимальна – 21,1°C, а середня мінімальна – -17,2°C. Середня річна кількість опадів – 481 мм.
| Клімат поселення                              | Клімат поселення | Клімат поселення | Клімат поселення | Клімат поселення | Клімат поселення | Клімат поселення | Клімат поселення | Клімат поселення | Клімат поселення | Клімат поселення | Клімат поселення | Клімат поселення | Клімат поселення |
| Показник                                      | Січ.             | Лют.             | Бер.             | Квіт.            | Трав.            | Черв.            | Лип.             | Серп.            | Вер.             | Жовт.            | Лист.            | Груд.            |                  |
| Середній максимум, °C                         | −3,25            | −0,32            | 4,52             | 10,53            | 15,74            | 19,51            | 21,07            | 20,98            | 15,91            | 10,60            | 2,80             | −2,47            |                  |
| Середня температура, °C                       | −10,21           | −7,3             | −2,44            | 3,58             | 8,78             | 12,54            | 15,24            | 15,16            | 10,09            | 4,78             | −3,02            | −8,3             |                  |
| Середній мінімум, °C                          | −17,18           | −14,26           | −9,4             | −3,4             | 1,81             | 5,59             | 9,42             | 9,32             | 4,24             | −1,07            | −8,87            | −14,12           |                  |
| Норма опадів, мм                              | 17               | 17               | 26               | 36               | 59               | 96               | 60               | 58               | 53               | 23               | 18               | 18               |                  |
| Середньомісячна швидкість вітру, м/с          | 3.75             | 3.44             | 3.80             | 3.86             | 3.80             | 3.60             | 3.20             | 3.00             | 3.30             | 3.60             | 3.76             | 3.62             |                  |
| Середньомісячна сонячна радіація, кДж/м²·день | 4080             | 7631             | 12676            | 17008            | 20510            | 21766            | 23134            | 19772            | 13873            | 8324             | 4349             | 3208             |                  |
| --------------------------------------------- | ---------------- | ---------------- | ---------------- | ---------------- | ---------------- | ---------------- | ---------------- | ---------------- | ---------------- | ---------------- | ---------------- | ---------------- | ---------------- |
| Джерело:                                      |                  |                  |                  |                  |                  |                  |                  |                  |                  |                  |                  |                  |                  |

## Галерея

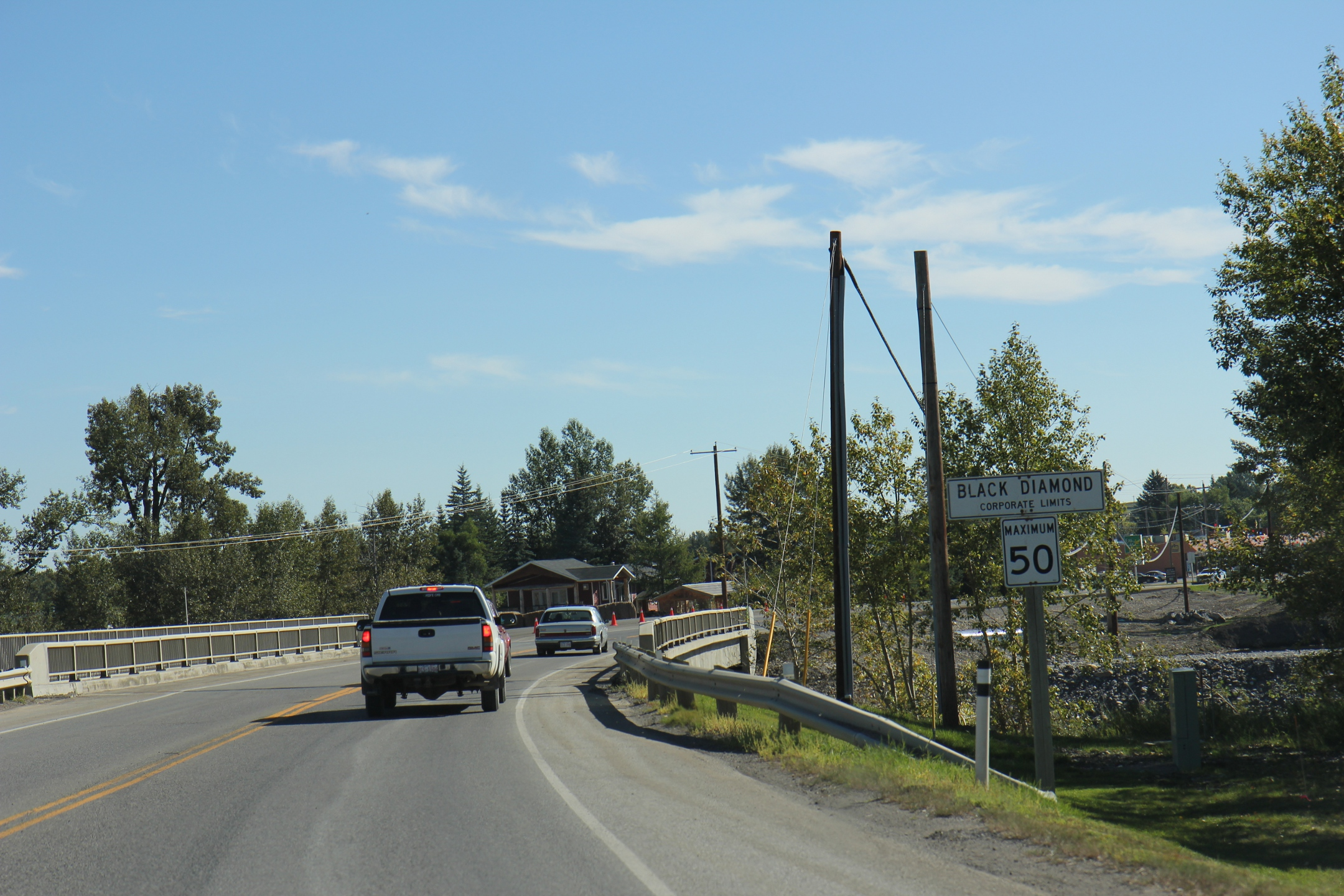
Інформаційний знак на сході містечка
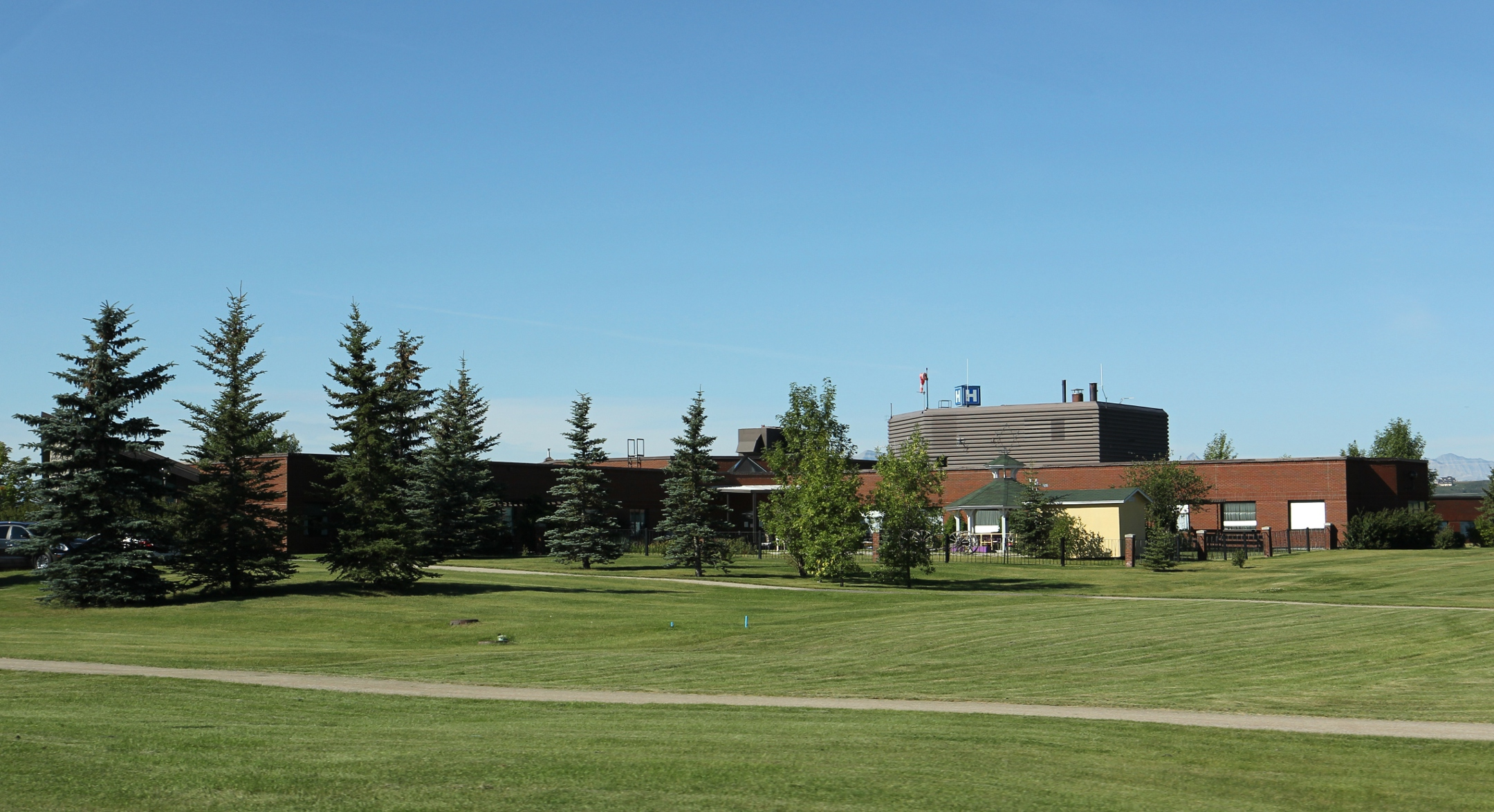
Загальна лікарня нафтових родовищ
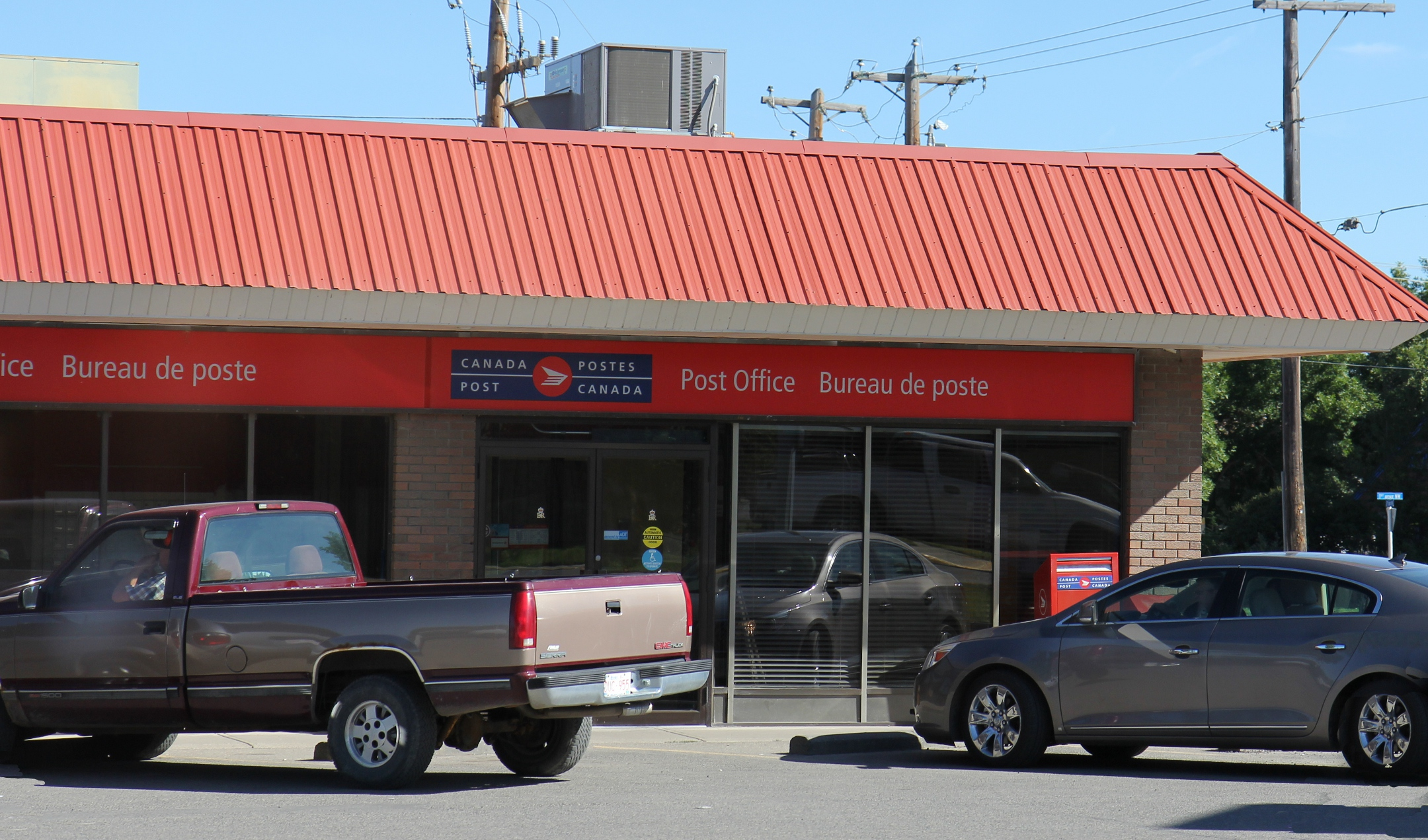
Пошта